# 1999 VO9
1999 VO9 är en asteroid i huvudbältet som upptäcktes den 8 november 1999 av den kroatiska astronomen Korado Korlević vid Višnjan-observatoriet.
Asteroiden har en diameter på ungefär 4 kilometer och den tillhör asteroidgruppen Massalia.